# Лёбау
Лёбау или Лубий (нем. Löbau, в.-луж. Lubij) — город в Германии, районный центр, расположен в земле Саксония. Подчинён административному округу Дрезден. Входит в состав района Гёрлиц. Подчиняется управлению Лёбау. Население составляет 16283 человека (на 31 декабря 2010 года). Занимает площадь 78,74 км². Официальный код района — 14 2 86 230.
Город подразделяется на 24 городских района.

## Фотографии

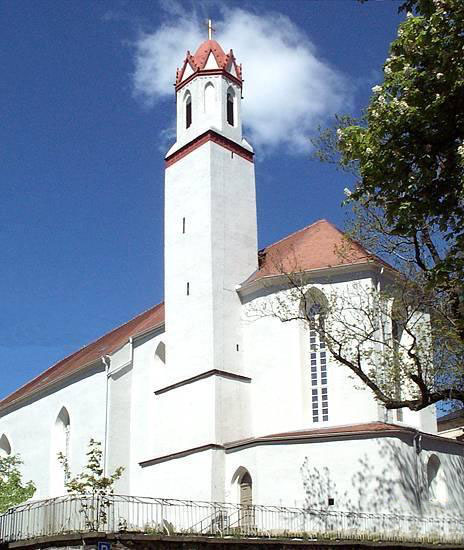
Кирха Иоганна
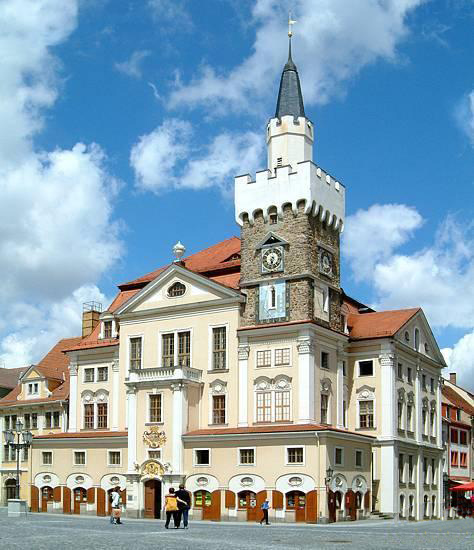
Ратуша
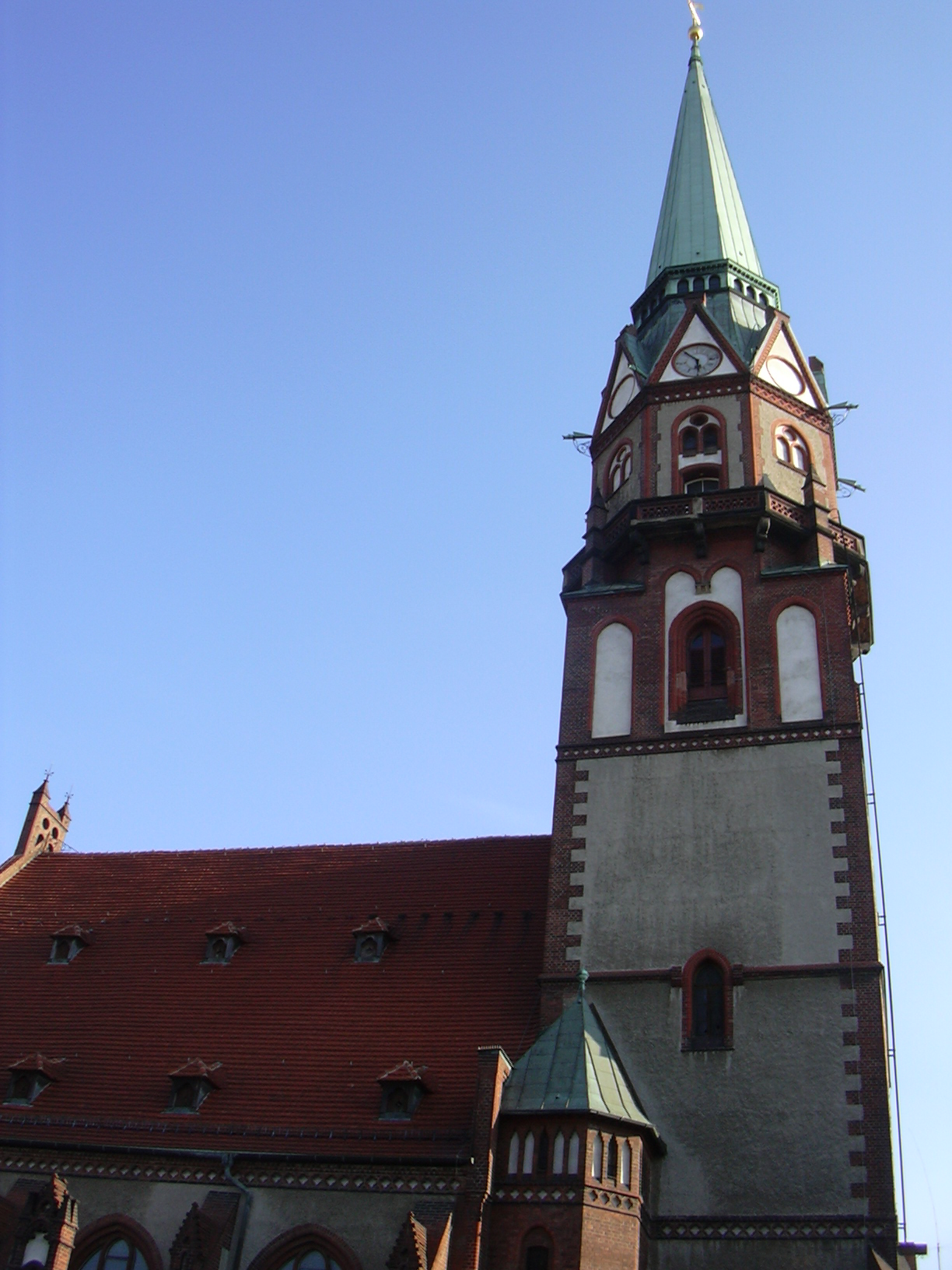
Башня приходской церкви Св. Николая
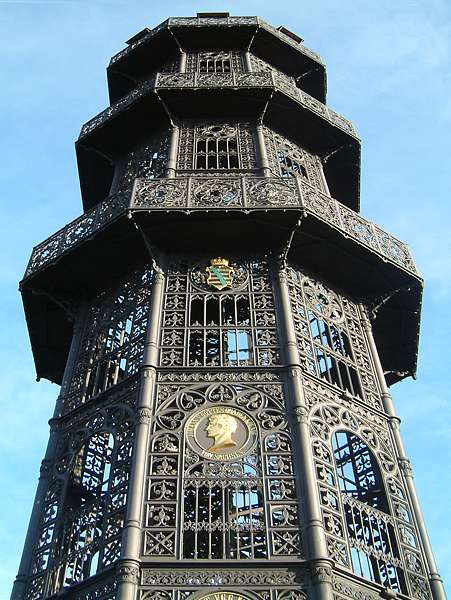
Башня короля Фридриха Августа

### Смотровая башня
Смотровая башня, называемая также башней короля Фридриха Августа — сооружение из ажурного чугунного литья является памятником техники XIX века. Восьмиугольная башня высотой 28 метров была изготовлена и построена в 1851—1854 годах на чугуннолитейном заводе города Бернсдорф. Монтаж сооружения был начат 18 мая 1854 года — в день рождения короля Фридриха Августа в его 57-ю годовщину (на фасаде башни можно увидеть барельеф профиля короля). 
Башня установлена на горе высотой 447 метров. На верхнюю платформу башни ведут 120 ступенек. Строительство финансировал местный пекарь Фридрих Август Бертшнайдер, пожертвовавший 16 тыс. талеров. В 1870 году башня перешла в вечное владение города за 25 тыс. талеров

## Города-побратимы
- Эттлинген (Германия)